# Фудзивара-но Фухито
Фудзивара-но Фухито (яп. 藤原 不比等; 659 — 9 сентября 720) — влиятельный японский аристократ рода Фудзивара эпох Асука и Нара. Сын основателя дома Накатоми-но Каматари.
Сыновья Фухито основали четыре основные ветви рода Фудзивара. Одна из его дочерей, Фудзивара-но Мияко, стала впоследствии супругой императора Момму. Его дочь стала супругой своего племянника, императора Сёму (сына императора Момму), и вошла в историю под именем императрицы Комё.
Фухито также был одним из составителей кодекса Тайхо, сборник законов системы рицурё.
При поддержке Фухито буддийский храм Кофуку-дзи был перенесён в Нару в 710 году. Он также построил центральный зал, ныне не функционирующий.

## Биография
Фухито родился в 659 году. Когда ему было десять лет, умер отец Фухито, Каматари. Во время смуты 672 года, когда после смерти императора Тэндзи за власть боролись младший брат погибшего, Оама, и сын Тэндзи, Отомо, Фухито было 13 лет и он не занял какую-то позицию, так как был слишком молод, чтобы стать чиновником. В 688 году, в возрасте 29 лет, он стал придворным императрицы Дзито за заслуги своего отца перед императорским домом.
В 697 году принц Кару, внук Дзито и впоследствии император Момму, получил статус крон-принца. Фухито твёрдо поддержал его, за что получил больше влияния в политике.
В 701 году родился император Сёму, внук Фухито. Его супругой стала тётка, Комё. Она стала первой королевой не из императорского дома. Фухито поддержал провозглашение Сёму наследником.
В том же году Фухито участвовал в написании кодекса Тайхо, содержащего 11 томов обычных законов и 6 томов криминальных законов. Пересмотренная в 718 году версия кодекса Тайхо была опубликована под названием кодекс Ёро.
Получил должность удайдзина. Умер 13 сентября 720 года в тогдашней столице Японии, городе Нара. 27 ноября 720 года, посмертно, получил Высшее первое звание.
У него было четыре сына: Фудзивара-но Мутимаро, Фудзивара-но Фусасаки, Фудзивара-но Умакай и Фудзивара-но Маро. Каждый из них стал основателем ветви рода Фудзивара, а дом Фусасаки стал регентской династией Японии.

## Семья
- Жена Сога-но Сёси[яп.]:
  - Сын Мутимаро (680—737);
  - Сын Фусасаки (681—737);
  - Сын Умакаи (694—737);
- Жена Камо-но Химэ[вд]:
  - Дочь Фудзивара-но Мияко[яп.] (ум. 754; супруга императора Момму);
  - Дочь Фудзивара-но Нагако[яп.] (супруга принца Нагая);
- Жена Иоэ-но Ирацумэ[фр.]:
  - Сын Маро (695—737);
- Жена Агата-Инуакай но Митийо:
  - Дочь Комё (701—760; супруга императора Сёму);
  - Дочь Фудзивара-но Тобино[яп.] (супруга принца Мороэ[англ.]).